# Struvit
Struvit ist ein selten vorkommendes Mineral aus der Mineralklasse der „Phosphate, Arsenate und Vanadate“ mit der chemischen Formel (NH4)Mg[PO4]·6H2O und damit chemisch gesehen ein wasserhaltiges Ammoniummagnesiumphosphat.
Struvit kristallisiert im orthorhombischen Kristallsystem und entwickelt meist farblose und durchsichtige, hemimorphe Kristalle mit isometrischem, keilförmigem oder kurzprismatischem bis tafeligem Habitus bis etwa drei Zentimetern Größe. Durch Kristallbaufehler bzw. vielfache Verzwillingung kann Struvit auch weiß erscheinen und durch Fremdbeimengungen eine braune Farbe annehmen.

## Etymologie und Geschichte
Struvit wurde erstmals 1846 bei archäologischen Grabungen unter der Kirche St. Nikolai in Hamburg gefunden und durch Georg Ludwig Ulex beschrieben, der das Mineral nach dem Naturkundler und Diplomaten Heinrich von Struve (1772–1851) benannte.
Das Typmaterial des Minerals wird im Tresor des Mineralogischen Museums der Universität Hamburg und im Muséum national d’histoire naturelle (MHN) in Paris unter der Sammlungsnummer 108.371 (CT) aufbewahrt.
Da der Struvit bereits lange vor der Gründung der International Mineralogical Association (IMA) bekannt und als eigenständige Mineralart anerkannt war, wurde dies von ihrer Commission on New Minerals, Nomenclature and Classification (CNMNC) übernommen und bezeichnet den Struvit als sogenanntes „grandfathered“ (G) Mineral. Die ebenfalls von der IMA/CNMNC anerkannte Kurzbezeichnung (auch Mineral-Symbol) von Struvit lautet „Suv“.

## Klassifikation
Bereits in der veralteten 8. Auflage der Mineralsystematik nach Strunz gehörte der Struvit zur Mineralklasse der „Phosphate, Arsenate und Vanadate“ und dort zur Abteilung der „Wasserhaltigen Phosphate, Arsenate und Vanadate ohne fremde Anionen“, wo er zusammen mit Struvit-(K) (auch Kaliumstruvit) die „Struvit-Reihe“ mit der System-Nr. VII/C.13 bildete.
Im zuletzt 2018 überarbeiteten und aktualisierten Lapis-Mineralienverzeichnis nach Stefan Weiß, das sich aus Rücksicht auf private Sammler und institutionelle Sammlungen noch nach dieser alten Form der Systematik von Karl Hugo Strunz richtet, erhielt das Mineral die System- und Mineral-Nr. VII/C.23-010. In der „Lapis-Systematik“ entspricht dies ebenfalls der Abteilung „Wasserhaltige Phosphate, ohne fremde Anionen“, wo Struvit zusammen mit Dittmarit, Hannayit, Mundrabillait, Niahit, Schertelit, Stercorit, Struvit-(K) und Swaknoit die unbenannte Gruppe VII/C.23 bildet.
Auch die von der IMA zuletzt 2009 aktualisierte 9. Auflage der Strunz’schen Mineralsystematik ordnet den Struvit in die Abteilung der „Wasserhaltigen Phosphate ohne fremde Anionen“ ein. Diese ist allerdings weiter unterteilt nach der Größe der beteiligten Kationen und dem Verhältnis Anionenkomplex RO4 zu H2O. Das Mineral ist damit entsprechend seiner Zusammensetzung in der Unterabteilung „Mit großen und mittelgroßen Kationen; RO4 : H2O < 1 : 1“ zu finden, wo es zusammen mit Hazenit und Struvit-(K) die „Struvitgruppe“ mit der System-Nr. 8.CH.40 bildet.
Die Systematik der Minerale nach Dana ordnet den Struvit ebenfalls in die Klasse der „Phosphate, Arsenate und Vanadate“ und dort in die Abteilung der „Wasserhaltige Phosphate etc.“ ein. Dort ist er zusammen mit Hazenit und Struvit-(K) in der nach ihm benannten „Struvitgruppe“ mit der System-Nr. 40.01.01 innerhalb der Unterabteilung „Wasserhaltige Phosphate etc., mit A2+B2+(XO4) × x(H2O)“ einsortiert.

## Kristallstruktur
Struvit kristallisiert isostrukturell mit Struvit-(K) im orthorhombischen Kristallsystem in der Raumgruppe Pmn21 (Raumgruppen-Nr. 31) mit den Gitterparametern a = 6,95 Å; b = 6,14 Å; c = 11,22 Å sowie 2 Formeleinheiten pro Elementarzelle.

## Eigenschaften
Ammoniummagnesiumphosphat zählt zu den besonders schwerlöslichen Verbindungen des Ammoniums und Magnesiums. In der langen, sargförmigen Kristallform des Struvits ist diese Verbindung so charakteristisch, dass sie im klassischen analytischen Trennungsgang zum Nachweis von Magnesium dient.
In warmer und trockener Luft laufen die Kristallflächen von Struvit mit der Zeit durch den Verlust von Kristallwasser (Dehydratisierung) weiß an.
Struvit ist pyroelektrisch und piezoelektrisch, kann also durch intervallartige Wärmeänderung und Verformungen elektrische Spannung aufbauen.

## Bildung und Fundorte

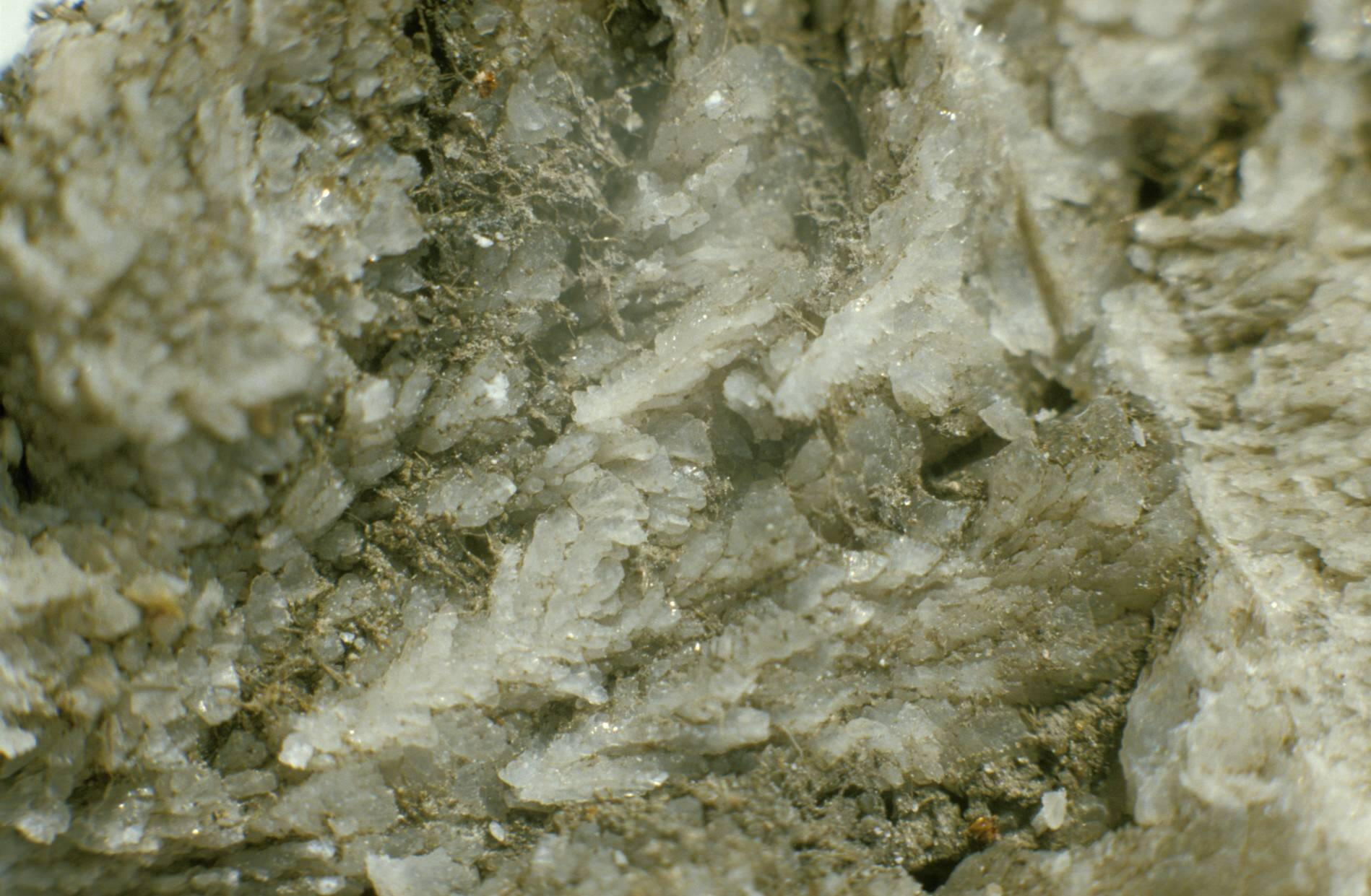
Belag aus einem Faulbehälter der Kläranlage Hannover-Herrenhausen

Struvit bildet sich in der Natur meist in torfiger, mit Viehmist oder Vogel- bzw. Fledermauskot vermischter Erde in Oberflächenablagerungen oder in Höhlenböden. Dort tritt es in Paragenese unter anderem mit Newberyit, Hannayit, Brushit und Stercorit auf.
Als seltene Mineralbildung konnte Struvit nur an wenigen Orten nachgewiesen werden, wobei weltweit bisher rund 30 Vorkommen dokumentiert sind (Stand: 2023). In Deutschland fand sich das Mineral außer an seiner Typlokalität in der Hamburger St. Nikolai-Kirche noch bei Bad Homburg vor der Höhe in Hessen und in einer mittelalterlichen Kanalisation bei Lüneburg in Niedersachsen.
Weitere bekannte Fundorte liegen unter anderem in einigen Regionen von Victoria und Tasmanien in Australien; in der Gcwihaba-Höhle bei Maun in Botswana; in einigen Regionen der kanadischen Provinzen Yukon, Québec, Neufundland und Labrador; bei Aalborg in Dänemark; auf den Falklandinseln; in Deutschland neben seiner Typlokalität St. Nikolai (Hamburg) noch bei Bad Homburg vor der Höhe (Hessen) und Lüneburg (Niedersachsen); bei Trepča im Kosovo; im malayischen Bundesstaat Sarawak; auf Ichaboe Island in Namibia; im niederländischen Amsterdam; auf Réunion im Indischen Ozean, am Saldanha Strand der Insel Hoedjes am Westkap von Südafrika; in den US-amerikanischen Regionen Colorado, Kalifornien und Maine sowie im Bundesstaat Miranda (Venezuela).
Des Weiteren kann sich Struvit auch bei der Abwasserreinigung und bei der Gülleaufbereitung bilden. Stellenweise treten dabei so hohe Konzentrationen von Ammonium, Magnesium und Phosphat auf, dass die Sättigungskonzentration von Struvit überschritten wird. Dann bilden sich Beläge aus Struvit, die den Betrieb von Klär- oder Gülleaufbereitungsanlagen beeinträchtigen können.

## Biologische Bedeutung

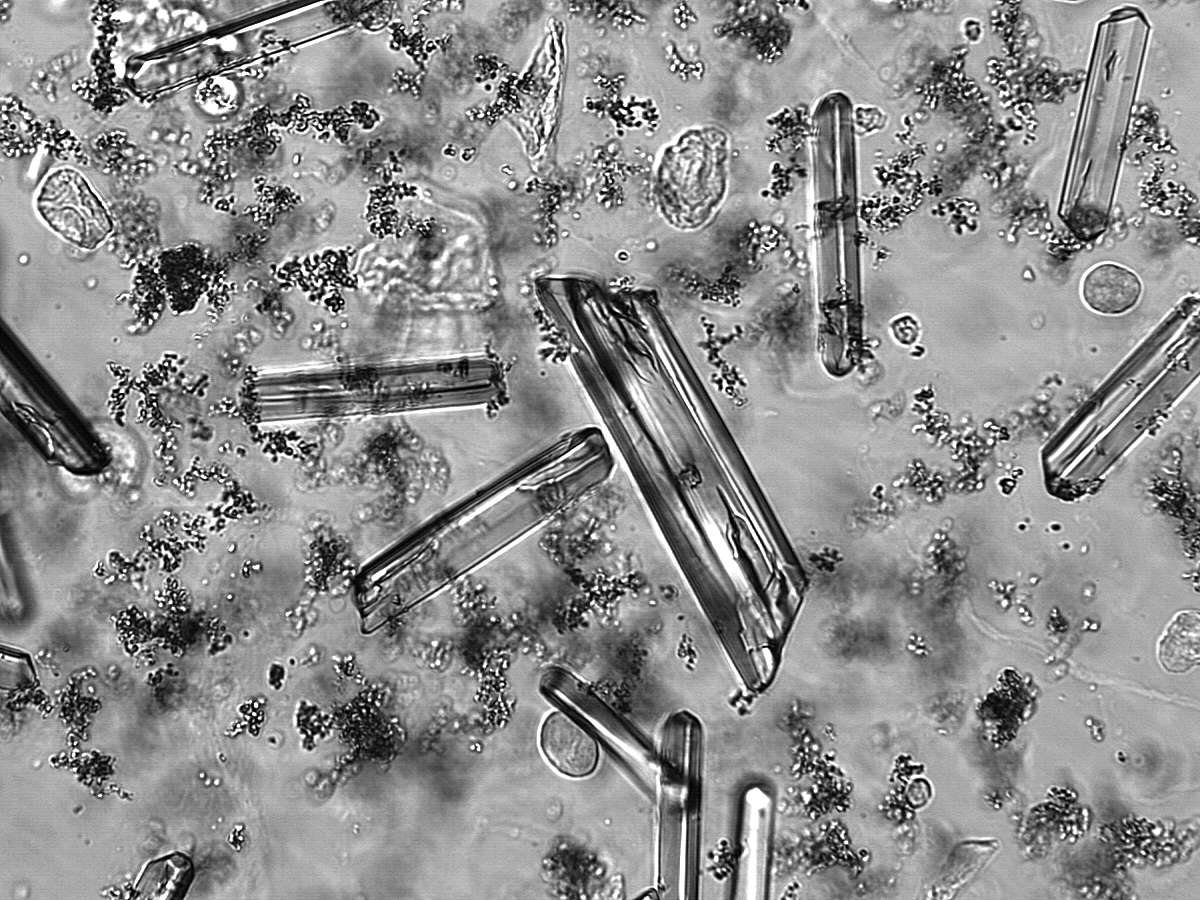
Struvit kristallisiert in alkalischem Urin (pH 9)

In der Medizin ist Struvit als Material von Nieren- und Harnsteinen bekannt. Etwa elf Prozent der Nierensteine beim Menschen sind „Struvitsteine“ und die häufigste Art von Nierensteinen bei Kindern (etwa 93 %). Sie bilden sich in alkalischem Urin. Ursache der Alkalisierung sind Bakterien – vor allem Proteus mirabilis – meist infolge einer Pyelonephritis (Nierenbeckenentzündung) aufgrund eines aufsteigenden Harnwegsinfekts. Ausgangsstoff ist Harnstoff, der durch das bakterielle Enzym Urease zu Ammoniak abgebaut wird.
Unter den Haustieren sind besonders häufig Hauskatzen von Struvitsteinen betroffen. Bei ihnen kommen Struvitkristalle infolge des hohen pH-Wertes und der hohen Ammoniumkonzentration auch ohne Infektionen vor. Im mikroskopischen Bild werden die Struvitkristalle wegen ihres Aussehens auch als „Sargdeckelkristalle“ bezeichnet. Auch bei Haushunden sind Struvitsteine häufig. In einer Studie konnten bei 58 % der Hunde Struvitsteine diätetisch aufgelöst werden, eine gleichzeitige Antibiotikabehandlung machte die Auflösung wahrscheinlicher.

## Synthetische Herstellung und Verwendung

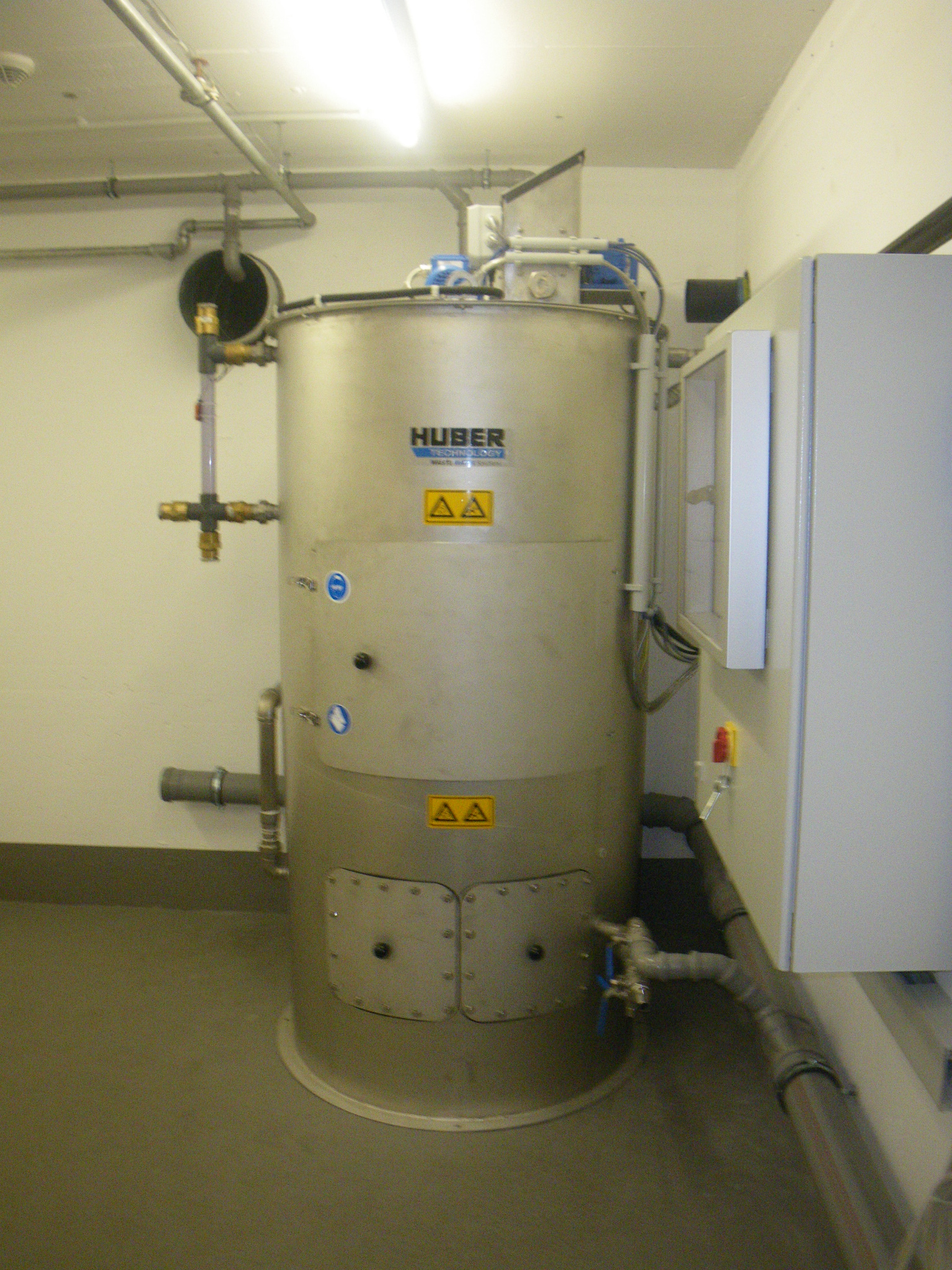
Reaktor für die Fällung von Struvit (MAP) aus Urin mithilfe von Magnesiumoxid in einem Bürogebäude in Eschborn

Synthetisch hergestellter Struvit könnte zukünftig von großer Bedeutung als Ersatz-Phosphatdünger für die Landwirtschaft sein, da die weltweiten Phosphorreserven einigen Schätzungen zufolge in etwa 50–100 Jahren ausgebeutet sein werden (siehe auch Peak Phosphor). Neben der Senkung des Verbrauchs bemühen sich daher auch verschiedene wissenschaftliche Einrichtungen und Unternehmen, Verfahren zur Rückgewinnung von Phosphaten zu entwickeln.
So ist es beispielsweise dem Fraunhofer-Institut für Grenzflächen- und Bioverfahrenstechnik gelungen, Phosphor und Stickstoff durch ein elektrochemisches Verfahren aus Prozess- und Abwässern zu gewinnen. Dadurch werden NH4+ und PO43− mithilfe einer Magnesium-Elektrode als Struvit (in diesem Zusammenhang auch als MAP, für Magnesium-Ammonium-Phosphat, bezeichnet) ausgefällt. Im Gegensatz zu anderen Versuchen, Struvit auf rein chemischem Wege durch Zugabe von Magnesium und Erhöhung des Abwasser-pH-Wertes mit Natronlauge auszufällen, kommt das zum Patent angemeldete Verfahren des Fraunhofer-Instituts ohne chemische Zugaben aus. Die gewonnenen Struvitkristalle können anschließend als direktes, hochwertiges und langsam Nährstoffe freisetzendes Düngemittel eingesetzt werden.
Struvit ist als Düngemittel besonders für den Ökolandbau interessant, weil es als Recyclingprodukt viele wichtige Kriterien erfüllt und helfen könnte, Phosphormangel im Ökolandbau zu vermeiden.